# Illyriërs
De Illyriërs waren een historisch Indo-Europees volk dat het westen van het Balkanschiereiland bewoonde. Zij spraken Illyrisch. De streek die zij bewoonden werd/wordt ook Illyrië genoemd. De Illyriërs verenigden zich tot één staat na het stichten van het Illyrische Koninkrijk in 650 v.Chr.. In 135 v.Chr. viel het rijk na de oorlog met het binnengevallen Romeinse Rijk. Na de Romeinse overheersing op de Balkan en de Slavische migratie verdwenen sporen van de Illyriërs als gevolg van de kerstening in het van oudsher paganistisch gebied. 

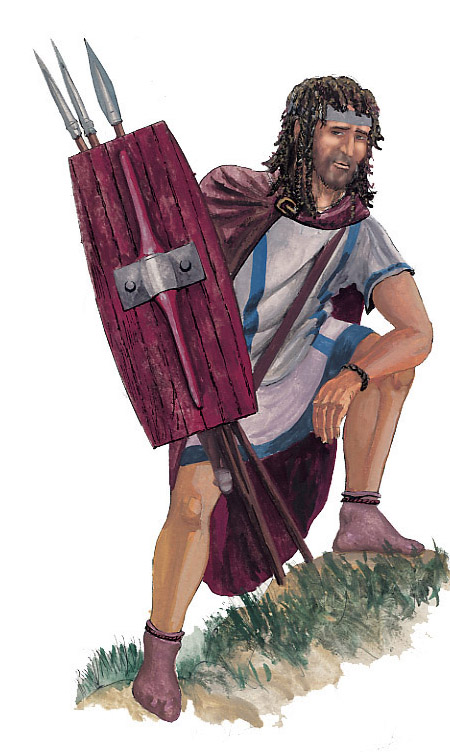
Illustratie van een Illyrische krijger

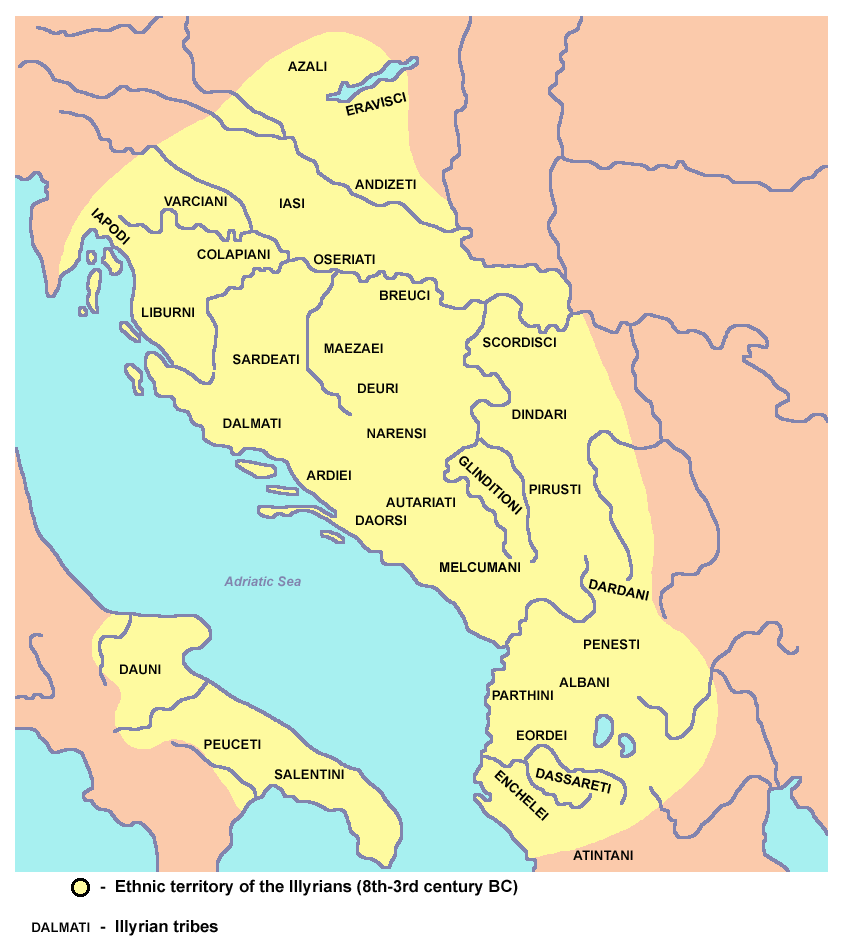
Leefgebied van de Illyrische stammen

## Geschiedenis
De pan-Illyrische theorieën uit de 20e eeuw lokaliseerden de urheimat van de Illyriërs tussen de Wezer en de Wijsel en ten oosten daarvan, waarvan de Illyrische migratie begon rond 2400 v.Chr. Een deel van de Illyriërs vestigde zich in de bronstijd in Dalmatia, een ander deel in het gebied rond het huidige Venetië. In de gebieden benoorden de Sava mengden de Illyriërs zich met de Kelten, en in Thracië namen sommige Illyrische stammen de plaatselijke gewoontes over. De Pannoniërs waren een volk dat losjes verbonden was met de Illyiers. Deze  deelden zij met hun dezelfde cultuur.
De Illyriërs kweekten gewassen en verhandelden vee, paarden, en producten vervaardigd uit plaatselijk gewonnen koper en ijzer. Het leven van de Illyriërs werd bepaald door oorlog, en Illyrische piraten waren een echte plaag op de Adriatische Zee. Een aantal namen van Illyrische stammen zijn bekend: de Liburni, de Dalmatae en Dardani. Voor zover deze Illyrische stammen samenwerkten was dat om gezamenlijk tegen de Grieken en Macedoniërs ten strijde te trekken. Een raad van ouderen koos de leiders die aan het hoofd stonden van de talrijke Illyrische stammen. 
Soms wilden zulke stamhoofden hun macht laten gelden over andere stammen, en stichtten kleine koninkrijkjes, die echter een kort leven waren beschoren. Soms migreerden Illyrische stammen de Adriatische Zee over, naar Italië, alwaar zich het Japygische gebied van de Illyriërs vormde. 
Agron was een leider die halverwege de derde eeuw v.Chr. een koninkrijk stichtte. Hij brak met de traditie door bondgenoot van de Macedoniërs te worden in plaats van als hun vijand te fungeren. Na zijn dood viel zijn weduwe Teuta het eiland Corfu aan. Bij het opkomen van de Romeinse macht werden de maritieme rooftochten een bedreiging voor hun overzeese handel. Met het sturen van een expeditieleger in 229 v.Chr. brak de eerste van de Illyrische oorlogen uit. In het ruige landschap hadden de Romeinen moeite om de Illyriërs te verslaan. Pas ten tijde van keizer Augustus beheerste zij het kustgebied, maar waren de Pannoniers nog niet gepacificeerd.
Keizer Tiberius maakte uiteindelijk een einde aan de zelfstandigheid van Illyriërs en Pannoniërs. Hun gebied werd ingericht als de provincie Illyricum, later opgedeeld in Pannonië en Dalmatië. De bewoners  werden geleidelijk aan geromaniseerd. Hun gebied was tijdens de volksverhuizingen veelvuldig het toneel van barbaarse invallen. De  Illyriërs en Pannoniërs verschansten zich in de ommuurde steden. In de zevende eeuw n.Chr. werden zij verjaagd of uitgeroeid door Slavische indringers.

## Bekende Illyriërs
- Bardylis I, koning
- Agron, koning
- Glaucias, koning
- Demetrius, koning
- Gentius, koning
- Teuta, koningin
- Audata, koningin
- Bircenna, koningin
- Beroea, koningin
- Caeria, koningin